# Paradoxa de l'estalvi
La paradoxa de l'estalvi (en anglès paradox of thrift) és una paradoxa econòmica formulada per John Maynard Keynes.
La paradoxa demostra que si tothom estalvia més diners durant un període de recessió, llavors el nivell de demanda agregada caurà i això repercutirà en un nivell total d'estalvi de l'economia menor. Això s'explica perquè un augment de l'estalvi de tots els individus implica una disminució del consum total i una disminució de la demanda agregada es tradueix en un menor creixement (o decreixement) econòmic. Aquesta paradoxa es basa en l'assumpció keynesiana que les recessions econòmiques són degudes a caigudes de la demanda agregada.
Es tracta doncs d'una variant del dilema del presoner, ja que estalviar és beneficiós per a cada individu però si tothom estalvia llavors és nociu per a l'economia en conjunt. És una paradoxa perquè és exactament el contrari que suggereix el sentit comú.
Economistes no keynesians critiquen aquesta teoria basant-se en dos aspectes. En primer lloc si la demanda cau i els preus baixen, els preus baixos estimularan la demanda i això amortitzarà la caiguda i reactivarà el cicle econòmic. I en segon lloc, l'estalvi són fons disponibles per a préstecs. Així doncs un augment de l'estalvi farà disminuir el tipus d'interès i estimularà la demanda de préstecs i la inversió.
Es va afirmar ja l'any 1714 a La faula de les abelles i pensaments similars daten de l'antiguitat.